# ستاره بسالت
ستاره بسالت (ستاره رفتار خوب) یک جایزه غیردولتی غیردولتی نیروهای مسلح پاکستان است که به افراد به خاطر اعمال برجسته، شجاعت یا شجاعت هنگام انجام وظیفه به افراد اهدا می‌شود. این توسط رئیس‌جمهور پاکستان به توصیه رئیس خدمات ارائه می‌شود.